# Универзитет у Кембриџу
Универзитет у Кембриџу (енгл. University of Cambridge; неформално Cambridge University, Cambridge) је државни универзитет у граду Кембриџу у источној Енглеској. Други је најстарији англофонски универзитет на свету који ради непрекидно од оснивања. Његово име се некада означава са: Cantab. што потиче од латинског имена града Кембриџ: Cantabrigia, Cantabrigiensis. Мото универзитета је: Hinc lucem et pocula sacra, што на латинском значи: „Одавде светлост и драгоцено знање“.
Основан 1209. године и са краљевском повељом од Хенрија III 1231. године, Кембриџ је трећи најстарији преживели универзитет на свету и један од његових најпрестижнијих, тренутно други најбољи на свету и најбољи у Европи према КС Светском универзитетском рангирању. Међу најистакнутијим бившим студентима универзитета су 11 Филдсових медаљиста, седам добитника Тјурингове награде, 47 шефова држава, 14 британских премијера, 194 спортиста освајача олимпијских медаља, и неке од најтрансформативнијих и најиконичнијих личности светске историје у различитим дисциплинама, укључујући Френсис Бејкон, Лорд Бајрон, Оливер Кромвел, Чарлс Дарвин, Стивен Хокинг, Џон Мејнард Кејнс, Џон Милтон, Владимир Набоков, Џавахарлал Неру, Исак Њутн, Алан Тјуринг, Бертран Расел, Лудвиг Витгенштајн и други. Алумни и професори Кембриџа освојили су 121 Нобелову награду, што је највише од свих универзитета на свету, према универзитету.
Оснивање Универзитета у Кембриџу у 13. веку било је у великој мери инспирисано удружењем научника који су тада побегли са Универзитета Оксфорд у Кембриџ након suspendium clericorium (вешања научника) у спору са локалним грађанима. Два древна енглеска универзитета, иако се понекад описују као ривали, деле многе заједничке карактеристике и често се заједнички називају Оксбриџ. Универзитет је основан из разних институција, укључујући 31 полуаутономни саставни колеџ и преко 150 академских одељења, факултета и других институција организованих у шест школа. Сви колеџи су самоуправне институције у оквиру универзитета, које управљају сопственим особљем и политиком, а од свих студената се захтева да имају факултетску припадност у оквиру универзитета. Универзитет нема главни кампус, а његови колеџи и централни објекти су раштркани по целом граду. Додипломска настава на Кембриџу је усмерена на недељне групне надзоре на колеџима у малим групама од једног до четири студента. Овај интензиван метод подучавања се широко сматра драгуљем у круни додипломског образовања на Оксбриџу. Предавања, семинаре, лабораторијске радове, а повремено и даље надзоре обезбеђују централни универзитетски факултети и катедре, а последипломско образовање се такође претежно обезбеђује централно; дипломе, међутим, додељује универзитет, а не факултети.

## Општи преглед
Универзитет је основала група учених људи који су 1209. отишли из Оксфорда после сукоба са тамошњим житељима. Универзитети у Оксфорду и Кембриџу су временом постали значајан део британске културе и историје. Вековима се међу њима развијао ривалитет.
Кембриџ се у различитим анализама стално сврстава међу пет најбољих универзитета на свету, и оцењује се као најбољи европски универзитет. Универзитет у Кембриџу је дао 81 добитника Нобелове награде (до 2008), што је више него било који други универзитет у свету.
Године 2008. Универзитет је имао 8.614 наставног особља и 18.396 студената (12.018 на основним студијама и 6.378 постдипломаца). Универзитет је 2006. располагао са 4,1 милијардом фунти (7,9 милијарди $) средстава.

## Организација
Кембриџ је организован на принципу аутономних и самоуправних колеџа, који сви имају своју имовину и приходе. Већина колеџа образује студенте у широком спектру академских дисциплина, иако се неки специјализују за поједине области (рецимо, Гонвил и Киз колеџ је нарочито јак у медицинским наукама.) На свим факултетима, школама и одсецима могу се срести студенти и наставници са разних колеџа.
Факултети су одговорни за предавања, семинаре, истраживачки рад и утврђивање наставног програма. Њих надгледа посебан савет. Централну администрацију универзитета предводи вицеканцелар (има функцију ректора). Библиотеке постоје на свим нивоима, од Универзитета (Универзитетска библиотека Кембриџа), преко одсека, до мултидисциплинарних библиотека у појединим колеџима које служе углавном студентима на основним студијама.

### Колеџи
Студенти и многи наставници су везани за колеџе, где живе, хране се и воде друштвени живот. Ту студенти могу да слушају мања предавања (консултације). Сваки колеџ одабира свој наставни кадар и студенте, иако је за већину предавања и доделу диплома одговоран Универзитет. Колеџ се брине и о добробити својих студената, наставника и особља.
Универзитет у Кембриџу данас има 31 колеџ, од којих 3 примају само девојке. Сви остали колеџи примају студенте оба пола.
У Кембриџу постоји и пар теолошких колеџа који су у лабавој заједници са Универзитетом.